# Puchang (köping i Kina, Guizhou)
Puchang (kinesiska: 蒲场, 蒲场镇) är en köping i Kina. Den ligger i provinsen Guizhou, i den sydvästra delen av landet, omkring 150 kilometer norr om provinshuvudstaden Guiyang. Antalet invånare är 29947. Befolkningen består av 14 752 kvinnor och 15 195 män. Barn under 15 år utgör 22,0 %, vuxna 15-64 år 67 %, och äldre över 65 år 10,0 %.